# Campionato europeo di football americano Under-19
Il Campionato europeo di football americano Under-19 è una competizione continentale di football americano, per squadre nazionali maschili under-19. Il torneo è stato organizzato dalla EFAF fino al 2013 e dalla IFAF Europe nel 2015. Nell'edizione 2017 la scissione in seno a IFAF ha portato alla disputa di due differenti tornei, organizzati dalle due fazioni.
Il vincitore è nominato campione d'Europa. Le prime tre nazioni classificate guadagnano inoltre il diritto di partecipazione al Campionato mondiale di football americano Under-19.

## Albo d'oro

### Primo livello

#### Gruppo unico (1992-2015)
| Anno          | Ospitante     |           | Finale    | Finale   | Finale    |           | Finale terzo e quarto posto | Finale terzo e quarto posto | Finale terzo e quarto posto |
| Anno          | Ospitante     | Vincente  | Risultato | 2º posto | 3º posto  | Risultato | 4º posto                    |                             |                             |
| 1992 Dettagli | Francia       | Finlandia | 16 - 7    | Francia  | Italia    | 40 - 0    | Gran Bretagna               |                             |                             |
| 1994 Dettagli | Germania      | Finlandia | 37 - 16   | Germania | Svezia    | 30 - 0    | Francia                     |                             |                             |
| 1996 Dettagli | Germania      | Finlandia | 24 - 7    | Svezia   | Germania  | 41 - 14   | Spagna                      |                             |                             |
| 1998 Dettagli | Germania      | Germania  | 26 - 8    | Francia  | Finlandia | 34 - 6    | Russia                      |                             |                             |
| 2000 Dettagli | Germania      | Germania  | 19 - 0    | Russia   | Austria   | 10 - 0    | Finlandia                   |                             |                             |
| 2002 Dettagli | Gran Bretagna | Russia    | 26 - 20   | Germania | Austria   | 30 - 21   | Francia                     |                             |                             |
| 2004 Dettagli | Russia        | Francia   | 17 - 14   | Germania | Austria   | 29 - 7    | Russia                      |                             |                             |
| 2006 Dettagli | Svezia        | Francia   | 28 - 21   | Germania | Austria   | 42 - 13   | Svezia                      |                             |                             |
| 2008 Dettagli | Spagna        | Germania  | 9 - 6     | Svezia   | Francia   | 28 - 14   | Danimarca                   |                             |                             |
| 2011 Dettagli | Spagna        | Austria   | 24 - 14   | Francia  | Svezia    | 21 - 14   | Germania                    |                             |                             |
| 2013 Dettagli | Germania      | Austria   | 21 - 12   | Francia  | Germania  | 48 - 18   | Danimarca                   |                             |                             |
| 2015 Dettagli | Germania      | Austria   | 30 - 22   | Germania | Danimarca | 14 - 0    | Francia                     |                             |                             |

#### Scissione federale
| Anno | Ospitante                        |          | Finale    | Finale    | Finale    |           | Finale terzo e quarto posto | Finale terzo e quarto posto | Finale terzo e quarto posto |
| Anno | Ospitante                        | Vincente | Risultato | 2º posto  | 3º posto  | Risultato | 4º posto                    |                             |                             |
| 2017 | Francia IFAF Paris Dettagli      | Austria  | 17 - 7    | Francia   | Germania  | 50 - 0    | Italia                      |                             |                             |
| 2017 | Danimarca IFAF New York Dettagli | Svezia   | [ 3 ]     | Danimarca | Finlandia | [ 4 ]     |                             |                             |                             |

#### Gruppo unico (2019)
| Anno          | Ospitante |          | Finale    | Finale   | Finale   |           | Finale terzo e quarto posto | Finale terzo e quarto posto | Finale terzo e quarto posto |
| Anno          | Ospitante | Vincente | Risultato | 2º posto | 3º posto | Risultato | 4º posto                    |                             |                             |
| 2019 Dettagli | Italia    | Austria  | 28 - 0    | Svezia   | Francia  | 42 - 15   | Danimarca                   |                             |                             |

#### Gruppo A (dal 2022)
| Anno          | Ospitante |          | Finale    | Finale   | Finale    |           | Finale terzo e quarto posto | Finale terzo e quarto posto | Finale terzo e quarto posto |
| Anno          | Ospitante | Vincente | Risultato | 2º posto | 3º posto  | Risultato | 4º posto                    |                             |                             |
| 2022 Dettagli | Austria   | Austria  | 13 - 10   | Svezia   | Danimarca | 3 - 0     | Francia                     |                             |                             |
| 2023 Dettagli | Europa    | Austria  | 42 - 24   | Svezia   | Finlandia | 28 - 22   | Danimarca                   |                             |                             |

#### Partecipazioni e prestazioni nelle fasi finali
Legenda
| -: non partecipante. ×: non qualificata. PQ: partecipante alle qualificazioni RQ: ritirata durante le qualificazioni | Q: qualificata a un'edizione ancora da disputare. 10ª: decima classificata. 9ª: nona classificata. 8ª: ottava classificata. | 7ª: settima classificata. 6ª: sesta classificata. 5ª: quinta classificata. 4ª: quarta classificata. | 3ª: terza classificata. 2ª: seconda classificata. QF: eliminata ai quarti di finale SF: eliminata in semifinale | V: campione. |

| Nazionale     | 1992 | 1994 | 1996 | 1998 | 2000 | 2002 | 2004 | 2006 | 2008 | 2011 | 2013 | 2015 | / 2017 NY/Pa | 2019 | 2022 | 2023 | Partecip. | Vittorie | Secondi posti | Terzi posti |
| ------------- | ---- | ---- | ---- | ---- | ---- | ---- | ---- | ---- | ---- | ---- | ---- | ---- | ------------ | ---- | ---- | ---- | --------- | -------- | ------------- | ----------- |
| Austria       | -    | 6ª   | -    | ×    | 3ª   | 3ª   | 3ª   | 3ª   | 5ª   | V    | V    | V    | VPa          | V    | V    | V    | 12        | 6        | -             | 4           |
| Germania      | -    | 2ª   | 3ª   | V    | V    | 2ª   | 2ª   | 2ª   | V    | 4ª   | 3ª   | 2ª   | 3ªPa         | -    | -    | -    | 11        | 3        | 5             | 2           |
| Finlandia     | V    | V    | V    | 3ª   | 4ª   | ×    | 8ª   | 7ª   | 7ª   | ×    | ×    | ×    | 3ªNY         | 5ª   | -    | 3ª   | 11        | 3        | -             | 3           |
| Francia       | 2ª   | 4ª   | -    | 2ª   | 5ª   | 4ª   | V    | V    | 3ª   | 2ª   | 2ª   | 4ª   | 2ªPa         | 3ª   | 4ª   | -    | 13        | 2        | 4             | 2           |
| Svezia        | -    | 3ª   | 2ª   | ×    | ×    | ×    | 5ª   | 4ª   | 2ª   | 3ª   | ×    | ×    | VNY          | 2ª   | 2ª   | 2ª   | 10        | 1        | 5             | 2           |
| Russia        | -    | -    | -    | 4ª   | 2ª   | V    | 4ª   | 5ª   | 6ª   | RQ   | RQ   | ×    | RQ           | ×    | -    | -    | 6         | 1        | 1             | -           |
|               |      |      |      |      |      |      |      |      |      |      |      |      |              |      |      |      |           |          |               |             |
| Danimarca     | -    | 10ª  | ×    | ×    | ×    | ×    | 6ª   | 6ª   | 4ª   | 5ª   | 4ª   | 3ª   | 2ªNY         | 4ª   | 3ª   | 4ª   | 11        | -        | 1             | 2           |
| Italia        | 3ª   | 8ª   | 6ª   | -    | ×    | ×    | RQ   | ×    | ×    | ×    | ×    | ×    | 4ªPa         | 7ª   | -    | -    | 4         | -        | -             | 1           |
|               |      |      |      |      |      |      |      |      |      |      |      |      |              |      |      |      |           |          |               |             |
| Spagna        | -    | 7ª   | 4ª   | ×    | ×    | ×    | ×    | ×    | 8ª   | 6ª   | RQ   | ×    | ×            | 6ª   | -    | -    | 5         | -        | -             | -           |
| Gran Bretagna | 4ª   | 5ª   | ×    | 6ª   | 6ª   | 6ª   | RQ   | -    | -    | ×    | ×    | ×    | -            | ×    | -    | -    | 5         | -        | -             | -           |
| Svizzera      | -    | 9ª   | 5ª   | 5ª   | ×    | -    | ×    | ×    | ×    | RQ   | -    | -    | ×            | -    | -    | -    | 3         | -        | -             | -           |
| Rep. Ceca     | -    | -    | -    | -    | -    | 5ª   | 7ª   | 8ª   | RQ   | ×    | -    | -    | -            | -    | -    | -    | 3         | -        | -             | -           |
| Norvegia      | -    | -    | -    | ×    | ×    | -    | ×    | -    | ×    | -    | -    | -    | -            | 8ª   | -    | -    | 1         | -        | -             | -           |
|               |      |      |      |      |      |      |      |      |      |      |      |      |              |      |      |      |           |          |               |             |
| Paesi Bassi   | -    | -    | -    | -    | ×    | ×    | ×    | ×    | -    | ×    | ×    | ×    | ×            | RQ   | -    | -    | 0         | -        | -             | -           |
| Serbia        | -    | -    | -    | -    | -    | -    | -    | -    | -    | ×    | ×    | ×    | ×            | -    | -    | -    | 0         | -        | -             | -           |
|               |      |      |      |      |      |      |      |      |      |      |      |      |              |      |      |      |           |          |               |             |
| Slovacchia    | -    | -    | -    | -    | -    | -    | -    | -    | -    | -    | -    | -    | -            | RQ   | -    | -    | 0         | -        | -             | -           |
| Ungheria      | -    | -    | -    | -    | -    | -    | -    | -    | -    | -    | -    | -    | RQ           | -    | -    | -    | 0         | -        | -             | -           |

### Gruppo B
| Anno              | Ospitante |           | Finale    | Finale   | Finale        |           | Finale terzo e quarto posto | Finale terzo e quarto posto | Finale terzo e quarto posto |
| Anno              | Ospitante | Vincente  | Risultato | 2º posto | 3º posto      | Risultato | 4º posto                    |                             |                             |
| 2022 (B) Dettagli | Italia    | Finlandia | 33 - 23   | Italia   | Gran Bretagna | 28 - 14   | Spagna                      |                             |                             |
| 2023 (B) Dettagli | Europa    | Germania  | 41 - 12   | Italia   | Francia       | 21 - 7    | Gran Bretagna               |                             |                             |

#### Partecipazioni e prestazioni nelle fasi finali
Legenda
| -: non partecipante. RT: ritiratasi durante il torneo. 4ª: quarta classificata. | 3ª: terza classificata. 2ª: seconda classificata. V: campione. |

| Nazionale     | 2022 | 2023 | Partecip. | Vittorie | Secondi posti | Terzi posti |
| ------------- | ---- | ---- | --------- | -------- | ------------- | ----------- |
| Germania      | -    | V    | 1         | 1        | -             | -           |
| Finlandia     | V    | -    | 1         | 1        | -             | -           |
|               |      |      |           |          |               |             |
| Italia        | 2ª   | 2ª   | 2         | -        | 2             | -           |
| Francia       | -    | 3ª   | 1         | -        | -             | 1           |
| Gran Bretagna | 3ª   | 4ª   | 2         | -        | -             | 1           |
|               |      |      |           |          |               |             |
| Spagna        | 4ª   | -    | 1         | -        | -             | -           |

### Gruppo C
| Anno              | Ospitante       |           | Finale    | Finale    | Finale   |           | Finale terzo e quarto posto | Finale terzo e quarto posto | Finale terzo e quarto posto |
| Anno              | Ospitante       | Vincente  | Risultato | 2º posto  | 3º posto | Risultato | 4º posto                    |                             |                             |
| 2022 (C) Dettagli | Repubblica Ceca | Germania  | [ 3 ]     | Rep. Ceca | Svizzera | [ 4 ]     |                             |                             |                             |
| 2023 (C) Dettagli | Europa          | Rep. Ceca | 34 - 21   | Spagna    | Svizzera | 19 - 14   | Belgio                      |                             |                             |

#### Partecipazioni e prestazioni nelle fasi finali
Legenda
| -: non partecipante. ×: non qualificata. 5ª: quinta classificata. 4ª: quarta classificata. | 3ª: terza classificata. 2ª: seconda classificata. V: campione. |

| Nazionale | 2022 | 2023 | Partecip. | Vittorie | Secondi posti | Terzi posti |
| --------- | ---- | ---- | --------- | -------- | ------------- | ----------- |
| Rep. Ceca | 2ª   | V    | 2         | 1        | 1             | -           |
| Germania  | V    | -    | 1         | 1        | -             | -           |
|           |      |      |           |          |               |             |
| Spagna    | -    | 2ª   | 1         | -        | 1             | -           |
| Svizzera  | 3ª   | 3ª   | 2         | -        | -             | 2           |
|           |      |      |           |          |               |             |
| Belgio    | R    | 4ª   | 1         | -        | -             | -           |